# 李勝木
李勝木（1986年10月3日—），台灣男子羽球選手，專長雙打項目，現為教練。畢業於國立新豐高級中學及國立臺灣體育大學（桃園）球類系。

## 簡歷

### 早年及出道
李勝木自國二就開始與方介民搭檔男雙，至高中時兩個人成為正式的雙打組合。
2004年，李勝木代表中华台北参加加拿大溫哥華举办的世界青年羽毛球錦標賽，与青年期的鄭韶婕赢得混合双打季军。
2006年7月，李勝木与方介民出战泰國羽毛球公開賽，在男双準决赛以0比2（12-21、21-23）不敌韩国强档的李在珍/黃智萬。
2007年11月，李勝木与方介民出战中國羽毛球超級賽，在男双準决赛以0比2（7-21、16-21）不敌赛会3号种子、印尼强档的马尔基斯·基/亨德拉·塞蒂亚万。
2008年9月，李勝木与方介民出战澳門羽毛球黃金大獎賽，在男双决赛以0比2（16-21、18-21）不敌赛会头号种子、马来西亚强档的古健傑/陳文宏，赢得亚军。
2009年1月，李勝木与方介民出战韓國羽毛球超級賽，在男双準决赛以0比2（16-21、14-21）不敌赛会4号种子、丹麦强档的玛蒂亚斯·鲍伊/卡斯腾·摩根森。
2010年3月，李勝木与方介民出战德國羽毛球大獎賽，在男双準决赛以0比2（18-21、11-21）不敌赛会5号种子、中国的柴飚/张楠。同年4月，他参加印度新德里举办的亞洲羽毛球錦標賽，与搭档方介民被列为赛会6号种子，在八强中鏖战三局以2比1（17-21、21-12、21-13）力克赛会4号种子、新加坡的Hendri Kurniawan Saputra/亨德里 維佳雅；在準決賽以0比2（18-21、20-22）不敌韩国强档的曹建雨/柳延星，赢得亚锦赛男子双打季军。同年6月，他與方介民出战新加坡羽毛球超級賽，在男雙決賽直落两局以2比0（21-14、21-15）擊敗美國的白國豪/吳俊明。同期6月，他与方介民出战印尼羽毛球超級賽，在男双決賽直落两局以2比0（21-16、21-15）擊敗韓國的曹建雨/權利九，連續獲得兩站超級系列賽冠軍，世界排名也首度進入前十。同年7月，他分别与方介民以及簡毓瑾出战加拿大羽毛球大獎賽，在男双决赛以2比0（21-16、21-16）击败了新加坡强档的Hendri Kurniawan Saputra/查特·奇雅加特，夺得其首个大獎賽男双冠军；而混双决赛以2比1（21-16、11-21、21-15）击败了赛会7号种子、队友的陳宏麟/程文欣，再次夺得混双冠军。同期7月，他分别与方介民与簡毓瑾出战美國羽毛球黃金大獎賽，在男双决赛以2比0（21-19、21-14）击败了赛会3号种子、队友的陳宏麟/林祐瑯，夺得其首个黃金大獎賽男双冠军；而混双决赛以0比2（19-21、14-21）不敌德国强档的麦克·福克斯/比尔吉德·奥维泽尔，赢得亚军。同年8月，他与方介民出战中華台北羽毛球黃金大獎賽，在男双準决赛以0比2（19-21、14-21）不敌赛会6号种子、韩国强档的曹建雨/權利九。同期8月，他代表中华台北参加法国巴黎举办的世界羽毛球錦標賽，他与簡毓瑾出战混合双打項目。他与簡毓瑾以16號種子身分出戰，在首圈激战三局以2比1（20-22、21-14、21-16）力克俄罗斯强档的维塔利·杜尔金/尼娜·维斯洛娃；在第二轮同样鏖战三局以2比1（17-21、21-15、21-15）拿下中国香港的魏仁君/謝影雪；在第三轮，直落两局以2比0（21-17、22-20）力挫赛会7号种子、奥运冠军的李龍大/李孝貞；在八强中，再次陷入苦战以2比1（14-21、21-18、21-17）逆转了赛会10号种子、中国的陶嘉明/张亚雯；在四强中，奋战两局以0比2（13-21、8-21）不敌赛会6号种子、中国的何汉斌/于洋，同为韩国强档的高成炫/河貞恩并列世锦赛季军。同年11月，他与方介民出战中國羽毛球超級賽，在男双準决赛以1比2（12-21、21-15、24-26）不敌中国的柴飚/张楠。同期11月，李勝木代表中華台北出戰廣州亞運會，參加羽毛球比賽的男子雙打（夥拍：方介民）、混合雙打（夥拍：簡毓瑾）及男子團體項目。同年12月，他与簡毓瑾出战香港羽毛球超級賽，在混双準决赛以0比2（15-21、11-21）不敌赛会5号种子、中国的张楠/赵芸蕾。

### 2012年 倫敦奧運八強
2012年1月，李勝木/方介民出戰馬來西亞羽毛球超級賽，他們首先在準決賽以2比1（21-19、18-21、21-12）擊敗日本的橋本博且/平田典靖。至決賽時，在先失一局的情況下連勝兩局（16-21、21-16、21-16）反勝韓國的曹建雨/申白喆，時隔19個月再度獲得超級賽冠軍。7月，李勝木和方介民代表中華台北出戰倫敦奧運，參加羽球比賽的男子雙打。在小組賽中，兩人皆以直落二輕取德國以及澳洲組合，僅敗於中國的蔡贇/傅海峰，成為台灣第一組進軍奧運羽球男雙八強的男雙組合，雖然於半準決賽輸給丹麥的瑪蒂亞斯·鮑伊和卡斯騰·摩根森，也創下了台灣在男雙賽事的最好成績。
在倫敦奧運結束後，由於方介民選擇退休擔任教職，台灣「黃金男雙」亦因此解散。李勝木在全國第二次排名賽改與學長蔡佳欣搭配，二人首次合作即摘得冠軍。同年11月，李/蔡合作出戰香港羽毛球超級賽，作出新組合的國際賽處女秀，最後取得了四強佳績。至11月尾，李/蔡轉戰澳門羽毛球黃金大獎賽，在男雙決賽以2比1（14-21、21-17、21-16）反勝大會第一種子、俄羅斯搭檔弗拉基米尔·伊万诺夫/伊万·索松诺夫，贏得兩人搭配後的第一個國際賽冠軍。

### 2013年 世錦賽晉八強
2013年8月，李勝木參加中國廣州舉行的世界羽毛球錦標賽，與蔡佳欣以13號種子身分出戰男子雙打項目。他們首圈輪空，第二圈即以2比1力克德國組合晉級；第三圈面對頭號種子、韓國組合李龍大、高成炫，在先失一局下，以2比1（21-14、14-21、19-21）爆冷逆轉對手晉級；但至半準決賽，李/蔡組合終以0比2（14-21、18-21）不敵6號種子、印尼的亨德拉·塞蒂亚万/穆罕默德·阿赫桑，8強止步。賽後，李勝木表示在打完韓國李高配後，自己專注度有點下降；此外，全場竟6次發球被抓犯規，心情難免受到影響，影響發揮。

### 2014年 世錦賽八強
2014年8月，李勝木與蔡佳欣以6號種子身分，參加在丹麥巴勒魯普自治市舉辦的世界羽毛球錦標賽男子雙打項目。兩人在首輪輪空，第二輪時面對馬來西亞的吳偉申/林欽華組合時，又因為對手因傷棄賽而輕鬆晉級，但在八強即以0比2（16-21、13-21）敗於韓國的李龍大/柳延星。

### 2015年世錦賽
2015年8月，李勝木參加印尼雅加達舉行的世界羽毛球錦標賽，與蔡佳欣以8號種子身分出戰男子雙打項目，故在首圈輪空；但在第二圈就以0比2（19-21、11-21）不敵英格蘭的马库斯·埃利斯/克里斯·兰格瑞奇出局，無緣晉級16強。

### 2016年里約奧運
2016年8月，李勝木/蔡佳欣代表中華台北出戰在巴西里約熱內盧舉辦的夏季奧林匹克運動會羽毛球比賽男子雙打項目。在小組賽，先以直落二敗給俄羅斯的弗拉基米爾·伊萬諾夫/伊萬·索松諾夫；又在先勝1局的情況下，以1比2（21-18、13-21、18-21）敗於頭號種子、韓國的李龍大/柳延星，無緣晉級。
里約奧運結束後，李勝木與蔡佳欣於日本羽毛球公開賽後拆夥搭檔新人，先與巫孝霖搭配出戰國際賽，後來改與林家佑搭配參加比賽。2017年7月，李勝木與林家佑參加106年第2次全國羽球排名賽，在決賽以直落二（21-15、21-17）擊敗尋求衛冕的廖敏竣/蘇敬恒，獲得生涯第七座全國雙打冠軍。
目前李勝木已淡出國際賽轉任教練，僅在國內排名賽時會與後輩搭檔參賽。

## 技術特點
前韓國國家隊隊員，已故韓國隊男雙教練的鄭在成曾經評論李勝木的彈跳力好，殺球兼具力量和速度，是台灣舉世聞名的男雙選手。在與方介民搭檔參加國際賽期間，兩人主要以中前場的快速平抽為主要戰術。而相較李勝木的兇猛進攻，方介民藉由穩定的防守和網前的組織替李勝木製造後場進攻的機會。改與蔡佳欣搭配後，由於蔡的年齡較大，體能下滑較快、補位較為緩慢成為兩人要克服的主要問題。

## 主要比賽成績
只列出曾進入準決賽的國際賽事成績：
| 年份   | 賽事                     | 公開賽級別 | 項目     | 拍檔   | 成績   |
| ------ | ------------------------ | ---------- | -------- | ------ | ------ |
| 2004年 | 世界青年羽毛球錦標賽     | 其他       | 混合雙打 | 鄭韶婕 | 銅牌   |
| 2006年 | 泰國羽毛球公開賽         | 不適用     | 男子雙打 | 方介民 | 準決賽 |
| 2007年 | 中國羽毛球超級賽         | 超級賽     | 男子雙打 | 方介民 | 準決賽 |
| 2008年 | 澳門羽毛球黃金大獎賽     | 黃金大獎賽 | 男子雙打 | 方介民 | 亞軍   |
| 2009年 | 韓國羽毛球超級賽         | 超級賽     | 男子雙打 | 方介民 | 準決賽 |
| 2010年 | 德國羽毛球大獎賽         | 大獎賽     | 男子雙打 | 方介民 | 準決賽 |
| 2010年 | 亞洲羽毛球錦標賽         | 其他       | 男子雙打 | 方介民 | 銅牌   |
| 2010年 | 新加坡羽毛球超級賽       | 超級賽     | 男子雙打 | 方介民 | 冠軍   |
| 2010年 | 印尼羽毛球超級賽         | 超級賽     | 男子雙打 | 方介民 | 冠軍   |
| 2010年 | 加拿大羽毛球大獎賽       | 大獎賽     | 男子雙打 | 方介民 | 冠軍   |
| 2010年 | 加拿大羽毛球大獎賽       | 大獎賽     | 混合雙打 | 簡毓瑾 | 冠軍   |
| 2010年 | 美國羽毛球黃金大獎賽     | 黃金大獎賽 | 男子雙打 | 方介民 | 冠軍   |
| 2010年 | 美國羽毛球黃金大獎賽     | 黃金大獎賽 | 混合雙打 | 簡毓瑾 | 亞軍   |
| 2010年 | 中華台北羽毛球黃金大獎賽 | 黃金大獎賽 | 男子雙打 | 方介民 | 準決賽 |
| 2010年 | 世界羽毛球錦標賽         | 其他       | 混合雙打 | 簡毓瑾 | 銅牌   |
| 2010年 | 世界大學羽毛球錦標賽     | 其他       | 男子雙打 | 方介民 | 冠軍   |
| 2010年 | 中國羽毛球超級賽         | 超級賽     | 男子雙打 | 方介民 | 準決賽 |
| 2010年 | 香港羽毛球超級賽         | 超級賽     | 混合雙打 | 簡毓瑾 | 準決賽 |
| 2011年 | 瑞士羽毛球黃金大獎賽     | 黃金大獎賽 | 男子雙打 | 方介民 | 準決賽 |
| 2011年 | 印尼羽毛球黃金大獎賽     | 黃金大獎賽 | 男子雙打 | 方介民 | 準決賽 |
| 2011年 | 泰國羽毛球黃金大獎賽     | 黃金大獎賽 | 混合雙打 | 簡毓瑾 | 冠軍   |
| 2011年 | 世界大學運動會羽毛球比賽 | 其他       | 混合團體 | -      | 銅牌   |
| 2011年 | 世界大學運動會羽毛球比賽 | 其他       | 男子雙打 | 方介民 | 銀牌   |
| 2011年 | 世界大學運動會羽毛球比賽 | 其他       | 混合雙打 | 謝沛蓁 | 銀牌   |
| 2011年 | 澳門羽毛球黃金大獎賽     | 黃金大獎賽 | 男子雙打 | 方介民 | 準決賽 |
| 2012年 | 馬來西亞羽毛球超級賽     | 超級賽     | 男子雙打 | 方介民 | 冠軍   |
| 2012年 | 瑞士羽毛球黃金大獎賽     | 黃金大獎賽 | 男子雙打 | 方介民 | 亞軍   |
| 2012年 | 澳洲羽毛球黃金大獎賽     | 黃金大獎賽 | 男子雙打 | 方介民 | 亞軍   |
| 2012年 | 香港羽毛球超級賽         | 超級賽     | 男子雙打 | 蔡佳欣 | 準決賽 |
| 2012年 | 澳門羽毛球黃金大獎賽     | 黃金大獎賽 | 男子雙打 | 蔡佳欣 | 冠軍   |
| 2013年 | 德國羽毛球黃金大獎賽     | 黃金大獎賽 | 男子雙打 | 蔡佳欣 | 準決賽 |
| 2013年 | 中華台北羽毛球黃金大獎賽 | 黃金大獎賽 | 男子雙打 | 蔡佳欣 | 亞軍   |
| 2013年 | 東亞運動會羽毛球比賽     | 其他       | 男子團體 | －     | 銅牌   |
| 2013年 | 東亞運動會羽毛球比賽     | 其他       | 男子雙打 | 蔡佳欣 | 金牌   |
| 2013年 | 東亞運動會羽毛球比賽     | 其他       | 混合雙打 | 王沛蓉 | 銅牌   |
| 2013年 | 澳門羽毛球黃金大獎賽     | 黃金大獎賽 | 男子雙打 | 蔡佳欣 | 亞軍   |
| 2014年 | 瑞士羽毛球黃金大獎賽     | 黃金大獎賽 | 男子雙打 | 蔡佳欣 | 準決賽 |
| 2014年 | 新加坡羽毛球超級賽       | 超級賽     | 男子雙打 | 蔡佳欣 | 亞軍   |
| 2014年 | 澳洲羽毛球超級賽         | 超級賽     | 男子雙打 | 蔡佳欣 | 亞軍   |
| 2014年 | 亞洲運動會羽毛球比賽     | 其他       | 男子團體 | －     | 銅牌   |
| 2014年 | 法國羽毛球超級賽         | 超級賽     | 男子雙打 | 蔡佳欣 | 準決賽 |
| 2014年 | 中國羽毛球首要超級賽     | 首要超級賽 | 男子雙打 | 蔡佳欣 | 準決賽 |
| 2015年 | 馬來西亞羽毛球首要超級賽 | 首要超級賽 | 男子雙打 | 蔡佳欣 | 準決賽 |
| 2016年 | 瑞士羽毛球黃金大獎賽     | 黃金大獎賽 | 男子雙打 | 蔡佳欣 | 亞軍   |
| 2016年 | 中華台北羽毛球公開賽     | 黃金大獎賽 | 男子雙打 | 蔡佳欣 | 準決賽 |
| 2018年 | 越南羽毛球國際挑戰賽     | 國際挑戰賽 | 男子雙打 | 林家佑 | 準決賽 |
| 2018年 | 秋田羽毛球大師賽         | 超級100賽  | 男子雙打 | 林家佑 | 準決賽 |
| 2018年 | 越南羽毛球公開賽         | 超級100賽  | 男子雙打 | 楊博軒 | 亞軍   |

| 2007-2017年 | 首要超級賽 | 超級賽 | 黃金大獎賽 | 大獎賽 | 國際挑戰賽 | 國際系列賽 | 未來系列賽 | 其他 |

| 2018-2026年 | 總決賽 | 超級1000賽 | 超級750賽 | 超級500賽 | 超級300賽 | 超級100賽 | 國際挑戰賽 | 國際系列賽 | 未來系列賽 | 其他 |

### 奧運會和世錦賽參賽紀錄
|          | 搭檔   | 2009 | 2010 | 2011 | 2012 | 2013 | 2014 | 2015 | 2016       |
| -------- | ------ | ---- | ---- | ---- | ---- | ---- | ---- | ---- | ---------- |
| 男子雙打 | 方介民 | 16強 | 8強  | 16強 | 8強  | －   | －   | －   | －         |
| 男子雙打 | 蔡佳欣 | －   | －   | －   | －   | 8強  | 8強  | 32強 | 小組第三名 |
|          |        |      |      |      |      |      |      |      |            |
| 混合雙打 | 簡毓瑾 | －   | 季軍 | 16強 | －   | －   | －   | －   | －         |

## 主要對賽紀錄
李勝木與主要對手的對賽成績如下（只列出對賽五次或以上對手，截至2017年6月23日）：
男雙 - 方介民
| 對手                          | 對賽次數 | 對賽結果 | 對賽結果 | 總計 |
| 對手                          | 對賽次數 | 勝       | 負       | 總計 |
| ----------------------------- | -------- | -------- | -------- | ---- |
| 馬爾基斯·基多 亨德拉·塞蒂亞萬 | 11       | 4        | 7        | -3   |
| 橋本博且 平田典靖             | 8        | 6        | 2        | +4   |
| 卡斯騰·摩根森 瑪蒂亞斯·鮑伊   | 7        | 3        | 4        | -1   |
| 劉小龍 邱子瀚                 | 6        | 3        | 3        | 0    |
| 傅海峰 蔡贇                   | 6        | 0        | 6        | -6   |
| 穆罕默德·阿赫桑 博納·塞普特納 | 5        | 2        | 3        | -1   |
| 其他選手                      | 140      | 117      | 41       | +76  |
| 總計                          | 226      | 135      | 91       | +44  |

男雙 - 蔡佳欣
| 對手                                          | 對賽次數 | 對賽結果 | 對賽結果 | 總計 |
| 對手                                          | 對賽次數 | 勝       | 負       | 總計 |
| --------------------------------------------- | -------- | -------- | -------- | ---- |
| 早川賢一 遠藤大由                             | 8        | 1        | 7        | -4   |
| 穆罕默德·阿赫桑 亨德拉·塞蒂亞萬               | 8        | 1        | 7        | -6   |
| 李龍大 柳延星                                 | 8        | 0        | 8        | -8   |
| 弗拉基米爾·伊萬諾夫 伊萬·索松諾夫             | 7        | 4        | 3        | +1   |
| 橋本博且 平田典靖                             | 5        | 4        | 1        | +3   |
| 古健傑 陳文宏                                 | 5        | 3        | 2        | +1   |
| 马库斯·费尔纳尔迪·吉德翁 凱文·桑加亞·蘇卡穆約 | 5        | 2        | 3        | -1   |
| 金基正 金沙朗                                 | 5        | 2        | 3        | -1   |
| 高成炫 申白喆                                 | 5        | 1        | 4        | -3   |
| 其他選手                                      | 116      | 83       | 33       | +50  |
| 總計                                          | 172      | 101      | 71       | +30  |

## 外部連結
- （繁體中文）. 勝利體育.   [2017-06-21]. （原始内容存档于2018-10-22）.